# ماجد الربيعان (مخرج)
ماجد الربيعان، مخرج سعودي، درس الإخراج السينمائي في القاهرة، حصل في مهرجان جدة للأفلام حقق عن فيلميه القصيرين «حالة لمس» و«توهان» ثلاث جوائز رئيسة هي أفضل مخرج، وأفضل مونتاج، وأفضل ممثل.

## أعماله

### المسلسلات
| السنة | المسلسل     | تأليف             | الإخراج   |
| ----- | ----------- | ----------------- | --------- |
| 2009  | أيام السراب | حسن عسيري         | مخرج منفذ |
| 2012  | شباب البومب | عبدالعزيز الفريحي | مخرج      |
| 2013  | السلطانة    | علي الشهري        | مخرج      |
| 2014  | وجوه محرمة  |                   | مخرج      |
| 2015  | شباب البومب |                   | مخرج      |